# Giovanni Gentile
Giovanni Gentile (Castelvetrano, 29 maggio 1875 – Firenze, 15 aprile 1944) è stato un filosofo, pedagogista e politico italiano.
Fu, insieme a Benedetto Croce, uno dei maggiori esponenti del neohegelismo filosofico e dell'idealismo italiano, nonché tra i più importanti protagonisti della cultura italiana nel XX secolo, cofondatore dell'Istituto dell'Enciclopedia Italiana e, da ministro, artefice, nel 1923, della riforma della pubblica istruzione nota come Riforma Gentile. La sua filosofia è detta attualismo.
Di formazione liberale, fu inoltre figura di spicco del fascismo italiano, del quale contribuì a orientare l'ideologia. In seguito alla sua adesione alla Repubblica Sociale Italiana, fu ucciso durante la seconda guerra mondiale da alcuni partigiani dei GAP.

## Biografia
(Geno Pampaloni, Fedele alle amicizie, 1984)

### Gli studi e la carriera accademica
Ottavo di dieci figli, Gentile nasce nel 1875 a Castelvetrano, nel Trapanese, da Giovanni Gentile senior, farmacista, e Teresa Curti, figlia di un notaio. Frequenta il ginnasio/liceo "Ximenes" a Trapani. Vince quindi il concorso per quattro posti di interno della Scuola normale superiore di Pisa, dove si iscrive alla Facoltà di Lettere e Filosofia: qui ha come maestri, tra gli altri, Alessandro D'Ancona, professore di letteratura, legato al metodo storico, al positivismo e di idee liberali, Amedeo Crivellucci, professore di storia, e Donato Jaja, professore di filosofia, hegeliano seguace di Spaventa.
Dopo la laurea nel 1897, con massimo dei voti e ottenimento del diritto di pubblicazione della tesi, e un corso di perfezionamento a Firenze, Gentile ottiene una cattedra in filosofia presso il convitto nazionale Mario Pagano di Campobasso. Nel 1900 si sposta al liceo Vittorio Emanuele di Napoli. Nel 1901 sposa Erminia Nudi, conosciuta a Campobasso: dal loro matrimonio nasceranno Teresa (1902), Federico (1904), i gemelli Gaetano e Giovanni junior (1906), Benedetto (1908) e Fortunato (1910).
Nel 1902 ottiene la libera docenza in filosofia teoretica e l'anno successivo quella in pedagogia. Ottiene poi la cattedra universitaria all'Università degli Studi di Palermo (1906-1914, storia della filosofia), dove frequenta il circolo "Giuseppe Amato Pojero" e fonda nel 1907 con Giuseppe Lombardo Radice la rivista Nuovi Doveri. Nel 1914 all'Università di Pisa (fino al 1919, filosofia teoretica) e infine alla Sapienza di Roma (già dal 1917 professore ordinario di Storia della filosofia, e nel 1926 professore ordinario di Filosofia teoretica).

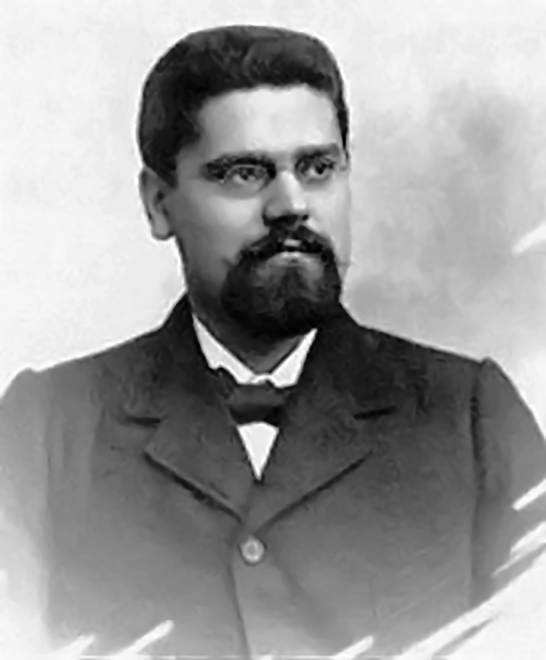
Giovanni Gentile nel 1910

È stato professore ordinario di Storia della filosofia all'Università di Palermo (27 marzo 1910), professore ordinario di Filosofia teoretica all'Università di Pisa (9 agosto 1914), professore ordinario di Storia della filosofia all'Università di Roma (11 novembre 1917), professore ordinario di Filosofia teoretica alla Università di Roma (1926), commissario della scuola normale superiore di Pisa (1928-1932), direttore della Scuola Normale superiore di Pisa (1932-1943) e vicepresidente dell'Università Bocconi di Milano (1934-1944).
Durante gli studi a Pisa incontra Benedetto Croce con cui intratterrà un carteggio continuo dal 1896 al 1923: argomenti trattati dapprima la storia e la letteratura, poi la filosofia. Uniti dall'idealismo (su cui avevano comunque idee diverse), contrastarono assieme il positivismo e le degenerazioni, a loro dire, dell'università italiana. Insieme fondano nel 1903 la rivista La Critica, per contribuire, in base alle loro idee, al rinnovamento della cultura italiana: Croce si occupa di letteratura e di storia, Gentile, invece, si dedica alla storia della filosofia. In quegli anni Gentile non ha ancora sviluppato il proprio sistema filosofico. L'attualismo avrà configurazione sistematica solo alle soglie della prima guerra mondiale. 
Sarà inoltre dal 1915 che Gentile divenne membro del Consiglio superiore della pubblica istruzione, fino al 1919.

### Il primo dopoguerra e l'adesione al fascismo
All'inizio della prima guerra mondiale, tra i dubbi del neutralismo, Gentile si schiera a favore dell'intervento in guerra come conclusione del Risorgimento italiano. In quel tempo rivelò a sé stesso la passione politica che gli stava dentro e assunse una dimensione che non era più soltanto quella del professore che parla dalla cattedra, ma quella dell'"intellettuale" militante, che si rivela al grande pubblico attraverso i giornali quotidiani.
Nell'immediato dopoguerra partecipa attivamente al dibattito politico e culturale. Nel 1919 è, insieme a Luigi Einaudi e Gioacchino Volpe, tra i firmatari del manifesto del Gruppo Nazionale Liberale romano, che, insieme ad altri gruppi nazionalisti e di ex combattenti forma l'Alleanza Nazionale per le elezioni politiche, il cui programma politico prevede la rivendicazione di uno «Stato forte», anche se provvisto di larghe autonomie regionali e comunali, capace di combattere la metastasi burocratica, i protezionismi, le aperture democratiche alla Nitti, rivelatosi «inetto a tutelare i supremi interessi della Nazione, incapace di cogliere e tanto meno interpretare i sentimenti più schietti e nobili».
Nel 1920 fonda il Giornale critico della filosofia italiana. Sempre nel 1920 diviene consigliere comunale al Municipio di Roma, mentre l'anno successivo viene nominato anche assessore supplente alla X Ripartizione, A.B.A., ovvero alle Antichità e alle belle Arti, sempre del Municipio di Roma. Nel 1922 diviene socio dell'Accademia dei Lincei. Fino al 1922 Gentile non mostra particolare interesse nei confronti del fascismo. Fu solo allora che prese posizione in merito, dichiarando di vedere in Mussolini un difensore del liberalismo risorgimentale nel quale si riconosceva:
(Da una lettera del 31 maggio 1923 rivolta a Benito Mussolini, cit. in G. Gentile, La riforma della scuola in Italia, Firenze, Le Lettere, 1989, pp. 94-95)
Il 31 ottobre, all'insediamento del regime viene nominato da Mussolini ministro della pubblica istruzione (1922-1924, per dimissioni volontarie), attuando nel 1923 la riforma Gentile, fortemente innovativa rispetto alla precedente riforma basata sulla legge Casati di più di sessant'anni prima (1859). Durante il suo ministero si rende responsabile di vari casi di persecuzione politica di insegnanti o funzionari antifascisti, sotto forma sia di licenziamenti o prepensionamenti di tipo discriminatorio, sia di ispezioni ministeriali e provvedimenti disciplinari contro persone politicamente non allineate col governo. Rancori personali, oltre che motivi politici, sono alla base dell'accanita persecuzione cui Gentile sottopone l'archeologo Vittorio Spinazzola, la cui carriera ne esce distrutta.
Il 5 novembre 1922 diviene senatore del Regno. Nel 1923 Gentile si iscrive al Partito Nazionale Fascista (PNF) con l'intento di fornire un programma ideologico e culturale.
Dopo la crisi Matteotti, date le dimissioni da ministro, Gentile viene chiamato a presiedere la Commissione dei Quindici per il progetto di riforma dello Statuto Albertino (poi divenuta dei Diciotto per la riforma dell'ordinamento giuridico dello Stato).

### L'impegno per una cultura fascista

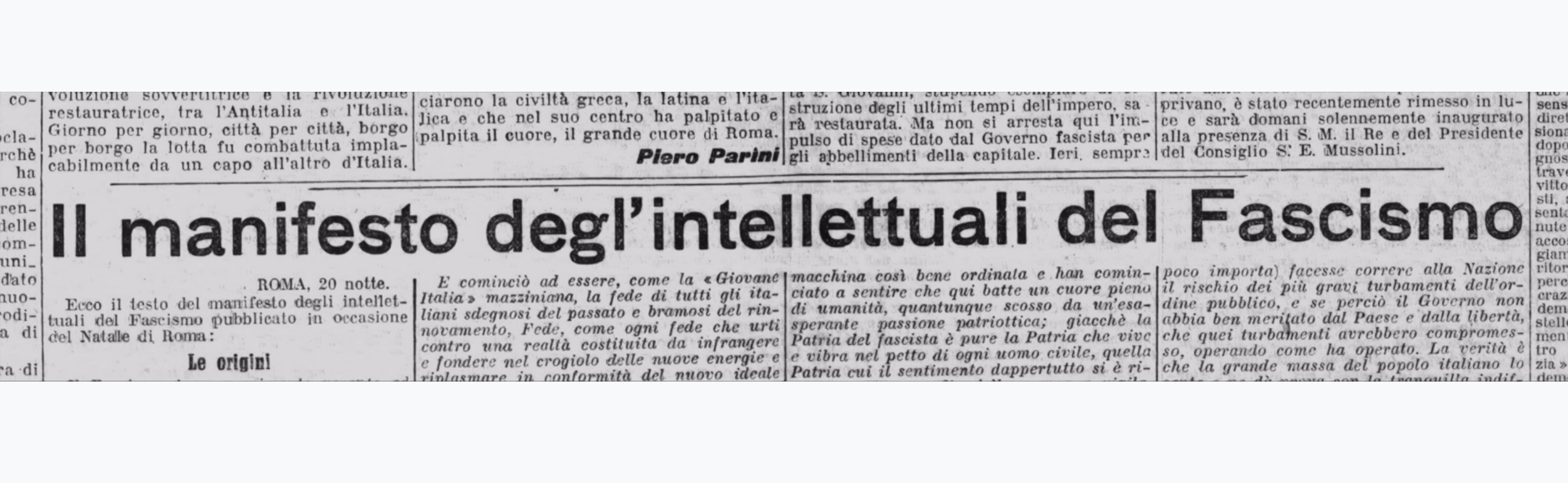
Incipit del Manifesto degli intellettuali fascisti.

Gentile resta fascista e nel 1925 pubblica il Manifesto degli intellettuali fascisti, in cui vede il fascismo come un possibile motore della rigenerazione morale e religiosa degli italiani e tenta di collegarlo direttamente al Risorgimento. Questo manifesto sancisce l'allontanamento definitivo di Gentile da Benedetto Croce, che gli risponde con un Antimanifesto. Nel 1925 promuove la nascita dell'Istituto Nazionale Fascista di Cultura (INFC), di cui è presidente fino al 1937.
In virtù della sua appartenenza organica al regime, Gentile consegue un forte arricchimento in termini economici e già all'inizio degli anni Trenta la sua famiglia si attesta su un tenore di vita parecchio elevato. Gentile realizza anche un notevole accumulo di cariche culturali, accademiche e politiche, grazie alle quali esercita durante tutto il ventennio fascista un forte influsso sulla cultura italiana, specialmente nel settore amministrativo e scolastico.

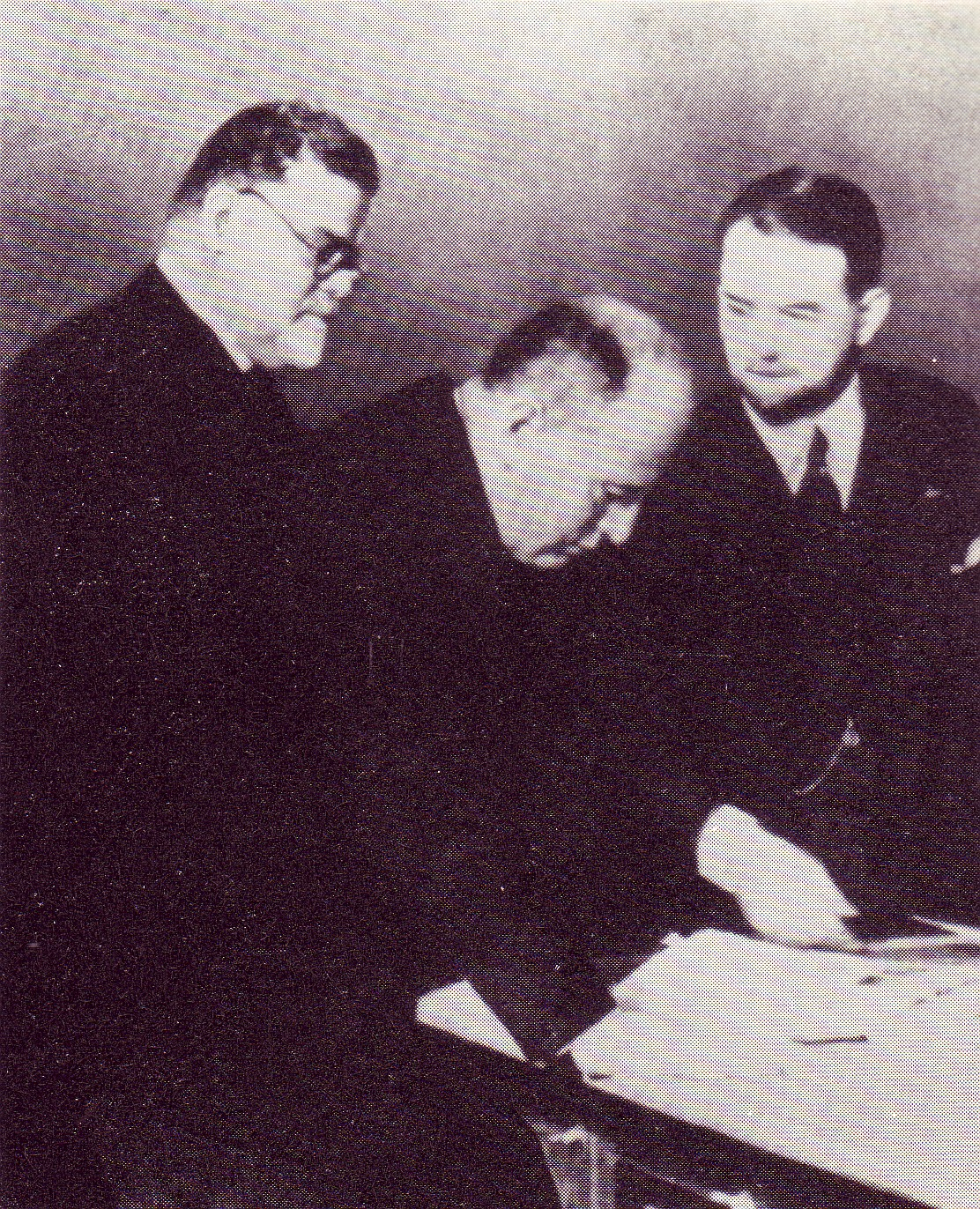
Gentile e Benito Mussolini mentre esaminano i primi volumi dell'Enciclopedia Italiana

È il direttore scientifico dell'Enciclopedia Italiana dell'Istituto Treccani dal 1925 al 1938, e vicepresidente di tale istituto dal 1938, dove accolse numerosi "collaboratori non fascisti" come il socialista Rodolfo Mondolfo. A Gentile si devono in gran parte il livello culturale e l'ampiezza della visione dell'opera: invitò infatti «a collaborare alla nuova impresa 3.266 studiosi, di diverso orientamento», poiché «nell'opera si doveva coinvolgere tutta la migliore cultura nazionale, compresi molti studiosi ebrei o notoriamente antifascisti, che ebbero spesso da tale lavoro il loro unico sostentamento». Egli riesce in tal modo a mantenere una relativa autonomia, nella redazione dell'enciclopedia, dalle interferenze del regime fascista.
La collaborazione di antifascisti all'enciclopedia suscita critiche fra le gerarchie, cui Gentile risponde rassicurando Mussolini in una lettera del luglio 1933, in cui scrive fra l'altro che ai non iscritti al partito nazionale fascista «non è dato di inserire di proprio una sola parola nel testo della Enciclopedia», e che «nessun collaboratore, in nessuna materia, ha mano libera; e tutti gli articoli sono soggetti a rigorosa revisione». Tutte le voci dell'enciclopedia che riguardano il fascismo sono sottoposte all'approvazione preventiva di Mussolini. La voce sulla dottrina del fascismo, la cui prima parte è in realtà scritta da Gentile, viene firmata dal solo Mussolini. Il dittatore, costantemente informato dell'andamento dei lavori, legge in bozza i lemmi di suo interesse e talora suggerisce modifiche.
Nel 1928 Gentile diventa regio commissario della Scuola Normale Superiore di Pisa, e nel 1932 direttore. Nel 1930 diventa vicepresidente dell'Università Bocconi. Nel 1932 diventa Socio Nazionale della Reale Accademia Nazionale dei Lincei. Lo stesso anno inaugura l'Istituto Italiano di Studi Germanici, di cui diviene presidente nel 1934. Nel 1933 inaugura e diviene presidente dell'Istituto italiano per il Medio ed Estremo Oriente. Nel 1934 inaugura a Genova l'Istituto mazziniano. Fu direttore della Nuova Antologia e accolse "collaboratori non fascisti" come il socialista Rodolfo Mondolfo. Nel 1937 diventa regio commissario, nel 1938 presidente del Centro nazionale di studi manzoniani e nel 1941 è presidente della Domus Galilaeana a Pisa.
Promosse l'istituzione dell'obbligo del giuramento di fedeltà al fascismo da parte dei docenti universitari. Sostenuto pubblicamente già nel 1929 da Gentile che lo definì «una nuova formula di giuramento, in cui gl'insegnanti sarebbero invitati a giurare fedeltà anche al Regime», nell'ottica di Gentile esso avrebbe dovuto condurre al superamento della divisione, creatasi nel 1925, tra i firmatari del suo Manifesto degli intellettuali fascisti e coloro che invece avevano aderito al Manifesto degli intellettuali antifascisti, redatto dal suo ex amico e rivale Benedetto Croce. Introdotto nel 1931, questo provvedimento - tipico di un modo d'agire «drasticamente autoritario e repressivo» del regime fascista rispetto al mondo della cultura - causò l'allontanamento di alcuni illustri accademici dall'Università italiana e suscitò una diffusa riprovazione nell'opinione pubblica fuori d'Italia.

#### Rapporti con la cultura cattolica
Non mancano comunque i dissensi col regime: in particolare il suo influsso all'interno del regime subisce un duro colpo nel 1929, alla firma dei Patti Lateranensi tra Chiesa cattolica e Stato Italiano: sebbene Gentile riconosca il cattolicesimo come forma storica della spiritualità italiana, ritiene di non poter accettare uno Stato non laico. Questo evento segna una svolta nel suo impegno politico militante; è inoltre contrario all'insegnamento della religione cattolica nelle scuole medie e superiori, mentre riteneva giusto - avendolo inserito nella sua riforma - quello nelle scuole elementari, in quanto lo riteneva una preparazione alla filosofia adatta ai bambini.
Nel 1934 il Sant'Uffizio mette all'indice le opere di Gentile e di Croce, a causa del loro riconoscimento, nel solco dell'idealismo, del cristianesimo cattolico come mera "forma dello spirito", ma considerato inferiore alla filosofia, come Gentile spiega nel discorso del 1943 La mia religione, in cui vi sono anche alcune velate critiche al papato storico, ispirate da Dante, Gioberti e Manzoni.
Degna di nota anche la sua difesa di Giordano Bruno, il filosofo eretico condannato al rogo dall'Inquisizione nel 1600, al quale dedica un saggio, impegnandosi anche presso Mussolini perché la statua del pensatore nolano - eretta in Campo de' Fiori nel 1889 e opera dello scultore anticlericale Ettore Ferrari - non fosse rimossa, come richiesto da alcuni cattolici.

#### Rapporti col regime
Il 21 dicembre 1933, nel corso della giornata inaugurale dell'Istituto italiano per il Medio ed Estremo Oriente prese posizione contro le teorie razziste che si stavano propagando nella Germania nazista:
(Giovanni Gentile nel discorso inaugurale dell'Istituto italiano per il Medio ed Estremo Oriente il 21 dicembre 1933)
Nel 1936 ha luogo una polemica contro il nuovo ministro dell'Educazione Nazionale Cesare Maria De Vecchi, che Gentile accusa di «inquinare la cultura nazionale».
Gentile, personalmente, non condivise le leggi razziali del 1938, come si evince da un carteggio con Benvenuto Donati durato per tutto il periodo tra il 1920 ed il 1943. Benché sia stato indicato da taluni come uno dei firmatari del Manifesto della razza, si tratta di una diceria, in quanto Gentile non lo firmò mai, come dimostrato dallo studioso Paolo Simoncelli.
Soprattutto dopo la promulgazione delle leggi razziali in Italia, si susseguirono gli interventi di Gentile a favore di colleghi ebrei come Mondolfo, Gino Arias e Arnaldo Momigliano.
In un libro pubblicato nel 2021 Mimmo Franzinelli afferma che l'atteggiamento di Gentile nei confronti delle leggi razziali è oggetto di controversia. Alcuni storici hanno sottolineato il suo personale antirazzismo e la solidarietà fattiva da lui dimostrata a livello privato nei confronti di studiosi ebrei, quali ad esempio Paul Oskar Kristeller e Karl Löwith. Da altri si è evidenziato come l'antirazzismo di Gentile non si sia mai tradotto in esplicite prese di posizione pubbliche, e come il filosofo, seppure personalmente dispiaciuto per alcune conseguenze della legislazione antisemita, non abbia però mai pensato di criticare pubblicamente quest'ultima né di separare al riguardo le proprie responsabilità da quelle del regime. Per parte sua, Franzinelli richiama l'attenzione su di una conferenza tenuta a Roma il 3 aprile del 1936 dal ministro nazista e antisemita fanatico Hans Frank: da presidente dell'Istituto fascista di cultura, Gentile organizza e introduce la conferenza esprimendo, secondo Franzinelli, «piena adesione» al nazismo, definito da Gentile in tale occasione «una pratica battaglia della Nazione tedesca anelante [...] alla forza che i popoli attingono dalla più fiera coscienza della propria personalità e morale autonomia».
Nel 1938 Gentile fu nominato vicepresidente dell'Istituto della Enciclopedia italiana.
In un articolo del gennaio 1942, Gentile tesse le lodi dell'Asse Roma-Berlino-Tokyo, scagliandosi contro il «doppio pericolo del comunismo e dell'imperialismo industriale dei falsi democratici senza patria, ebrei o no». Secondo lo studioso Giovanni Rota, risulta «difficile interpretare questo articolo come una polemica nei confronti del regime razzista e non è credibile che si volesse, con queste frasi, attaccare l’alleanza con il nazismo proprio mentre la si esaltava».

### Il Discorso agli Italiani

"Il discorso agli Italiani" del 24 giugno 1943

Gli ultimi interventi politici sono rappresentati da due conferenze nel 1943. Nella prima, tenuta il 9 febbraio a Firenze, dal titolo La mia religione, in cui dichiarò di essere cristiano e cattolico, sebbene credente nello Stato laico.
Nella seconda, molto più importante, tenuta il 24 giugno su proposta di Carlo Scorza, nuovo segretario nazionale del PNF al Campidoglio a Roma, dal titolo Discorso agli Italiani, esortò all'unità nazionale, in un momento difficile della guerra. Dopo questi interventi si ritirò a Troghi (FI), dove scrive la sua ultima opera, uscita postuma, Genesi e struttura della società, nella quale recupera l'antico interesse per la filosofia politica, e nel quale teorizzò "l'Umanesimo del lavoro".
Gentile considerò questa sua ultima opera il coronamento dei suoi studi speculativi tanto che all'amico antifascista Mario Manlio Rossi, mostrandogli il manoscritto, scherzando disse: "I vostri amici possono uccidermi ora se vogliono. Il mio lavoro nella vita è concluso".
La caduta di Mussolini il 25 luglio 1943 non preoccupò particolarmente Gentile che intese il tutto come un avvicendamento al governo. Inoltre la nomina nel primo governo Badoglio di alcuni ministri che precedentemente erano stati suoi collaboratori come Domenico Bartolini e Leonardo Severi lo confortava. In particolare la vecchia amicizia con il ministro Severi spinse Gentile ad inviargli una lettera di auguri per la nomina e a sottoporgli alcune questioni rimaste in sospeso con il governo precedente.
Il 4 agosto Severi rispose a Gentile, lanciandogli un duro e inatteso attacco. Travisandone volontariamente i contenuti, evitando però di renderli noti, avvalorò l'idea che Gentile gli si fosse proposto come consigliere, ponendolo quindi in obbligo a respingerne la proposta. Gentile replicò al ministro e rassegnò le dimissioni da direttore della Scuola Normale di Pisa.

### L'adesione alla Repubblica Sociale Italiana
Gentile respinse in un primo tempo la proposta di Carlo Alberto Biggini, che nel frattempo era divenuto ministro, di entrare al Governo, e dopo un incontro avvenuto il 17 novembre 1943 con Benito Mussolini sul lago di Garda si convinse ad aderire alla Repubblica Sociale Italiana. Nel novembre 1943 divenne presidente della Reale Accademia d'Italia, con l'obiettivo di riformare la vecchia Accademia dei Lincei che fu assorbita dall'Accademia. Così Gentile alla figlia Teresa raccontò l'evento:
(Giovanni Gentile in una lettera indirizzata alla figlia Teresa)
Sostenne la chiamata alle armi e la coscrizione militare dei giovani nell'esercito della RSI, auspicando il ripristino dell'unità nazionale sotto la guida ancora una volta di Mussolini.
Intanto il figlio Federico, capitano d'artiglieria del Regio Esercito, dopo l'8 settembre era stato internato dai tedeschi in un campo di prigionia a Leopoli in condizioni particolarmente severe: era l'unico ufficiale italiano del campo a non ricevere la posta di ritorno. Federico Gentile aveva aderito alla RSI ma non aveva accettato l'arruolamento nell'Esercito Nazionale Repubblicano, preferendo tornare in Italia da civile. Gentile, in un discorso del 19 marzo 1944, elogiò pubblicamente per la prima volta Adolf Hitler, definendolo il "Condottiero della grande Germania", e lodando l'alleanza italiana con le Potenze dell'Asse; dopo aver fatto pressioni anche sul Papa, pochi giorni dopo il figlio venne trasferito in un campo meno duro e infine gli fu permesso il ritorno a casa.

### Uccisione da parte dei GAP

L'ingresso nella basilica di Santa Croce a Firenze della salma del filosofo Giovanni Gentile 18 aprile 1944

Il 30 marzo 1944, per il suo appoggio dichiarato alla leva per la difesa della RSI, ricevette diverse missive contenenti minacce di morte. In una in particolare era riportato: "Tu come esponente del neofascismo sei responsabile dell'assassinio dei cinque giovani al mattino del 22 marzo 1944". L'accusa era riferita alla fucilazione di cinque giovani renitenti alla leva rastrellati dai militi della RSI il 14 marzo dello stesso anno (fucilazione orchestrata dal maggiore Mario Carità, che detestava Gentile, ricambiato; il filosofo aveva infatti minacciato di denunciare le eccessive violenze del suo reparto allo stesso Mussolini). Il governo fascista repubblicano gli offrì quindi una scorta armata che però Gentile declinò: "Non sono così importante, ma poi se hanno delle accuse da muovermi sono sempre disponibile".

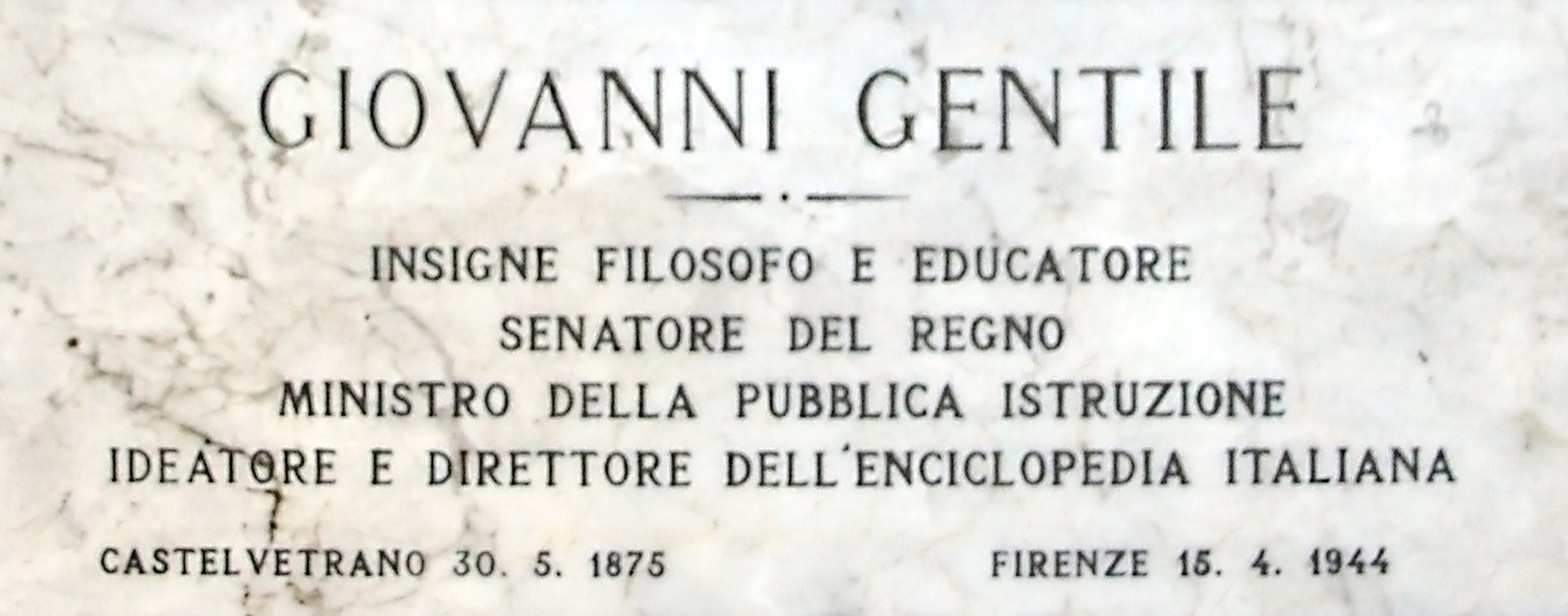
Lapide nei pressi della tomba di Giovanni Gentile, basilica di Santa Croce

Considerato in ambito resistenziale come uno dei principali teorici e responsabili del regime fascista, "apologo della repressione" e di "un regime ostaggio di un esercito occupante", fu ucciso il 15 aprile 1944 sulla soglia della sua residenza di Firenze, la villa di Montalto al Salviatino, da un gruppo partigiano fiorentino aderente ai GAP di ispirazione comunista.
Il commando gappista, composto da Bruno Fanciullacci, Elio Chianesi, Giuseppe Martini "Paolo", Antonio Ignesti e la staffetta Liliana Benvenuti Mattei "Angela" come appoggio e con Teresa Mattei e Bruno Sanguinetti nell'organizzazione logistica, si appostò alle 13:30 circa nei pressi della villa al Salviatino e, appena il filosofo giunse in auto, Fanciullacci e Martini gli si avvicinarono tenendo sotto braccio dei libri per nascondere le armi e farsi così credere studenti. Il filosofo abbassò il vetro per prestare ascolto, ma fu subito raggiunto dai colpi della rivoltella di Fanciullacci. Fuggiti i gappisti in bicicletta, l'autista si diresse all'ospedale Careggi per trasferirvi il filosofo moribondo, ma Gentile, colpito direttamente al cuore e in pieno petto, in breve spirò.
Fu un episodio che divise lo stesso fronte antifascista e che ancora oggi è al centro di polemiche non sopite, venendo già all'epoca disapprovato dal CLN toscano con la sola esclusione del Partito Comunista, che rivendicò l'esecuzione.
Il 18 aprile fu sepolto, per iniziativa del ministro Carlo Alberto Biggini e con decreto di approvazione da parte di Mussolini stesso, nella basilica di Santa Croce a Firenze, il foscoliano tempio dell'itale glorie.
Dopo l'attentato le autorità della RSI — dopo aver sospettato all'inizio lo stesso Mario Carità — promisero mezzo milione di lire in cambio di informazioni sui responsabili, mentre venne disposto l'arresto di cinque docenti, indicati dal capo della provincia Raffaele Manganiello come i mandanti morali dell'agguato: Ranuccio Bianchi Bandinelli (che aveva forse approvato l'uccisione), Renato Biasutti, Francesco Calasso, Ernesto Codignola, Enrico Greppi; ma gli ultimi due sfuggirono alla cattura. Grazie al diretto intervento della famiglia Gentile gli arrestati scamparono alla consueta rappresaglia che i fascisti eseguivano in seguito alle azioni gappiste (meno di due settimane prima, il 3 aprile, a Torino erano stati fucilati cinque prigionieri per l'uccisione del giornalista Ather Capelli), venendo rimessi in libertà.
In occasione del decennale della morte, tra il 15 e il 17 aprile 1955, all'interno della basilica fu inaugurato il primo di una serie di convegni di "studi gentiliani". Di tanto in tanto si sono levate isolate voci contro la presenza della tomba del "filosofo del fascismo" in Santa Croce, ma senza seguito.

## Pensiero filosofico
La filosofia di Gentile fu da lui denominata attualismo o idealismo attuale, poiché in esso l'unica vera realtà è l'atto puro del «pensiero che pensa», cioè l'autocoscienza, in cui si manifesta lo spirito che comprende tutto l'esistente; in altre parole, solo quello che si realizza tramite il pensiero rappresenta la realtà in cui il filosofo si riconosce.

È questo per lui il «principio di tutto l'idealismo moderno»,
(G. Gentile, articolo dell'11 dicembre 1913 su La Voce in risposta a B. Croce)

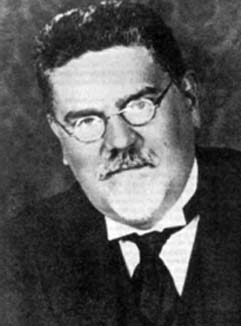
Giovanni Gentile nel periodo in cui era Ministro

Il Pensiero è dunque attività perenne in cui all'origine non c'è distinzione tra soggetto e oggetto. Gentile avversa pertanto ogni dualismo e naturalismo rivendicando l'unità di natura e spirito (monismo), cioè di spirito e materia, all'interno della coscienza pensante, assieme al primato gnoseologico ed ontologico di questa. La coscienza è vista come sintesi di soggetto e oggetto, sintesi di un atto in cui il primo (il soggetto) pone il secondo (autoconcetto). Non hanno quindi senso orientamenti solo spiritualisti o solo materialisti, come non ne ha la divisione netta tra spirito e materia del platonismo, in quanto la realtà è Una: qui è evidente l'influsso del panteismo rinascimentale e dell'immanentismo, più che dell'hegelismo.
Di Hegel, a differenza di Benedetto Croce, fautore dello storicismo assoluto o idealismo storicista per cui tutta la realtà è storia in divenire (e non atto statico in senso aristotelico), Gentile non apprezza tanto l'orizzonte storicista quanto l'impianto idealistico basato sulla coscienza, che pone quest'ultima a fondamento del reale. Anche secondo Gentile vi è un errore, in Hegel, nella costruzione della dialettica, ma in modo diverso dal giudizio di Croce: Hegel l'avrebbe infatti formulata come contrapposizione fra una tesi e un'antitesi concepiti come dei «pensati» (tipici del pensiero determinato delle scienze), anziché come momenti di un medesimo atto pensante, finendo per giungere a un risultato ritenuto definitivo, situato al culmine dello sviluppo dello Spirito, mentre per Gentile il divenire non è mai concluso, essendo fuori dal tempo.
L'attualismo di Gentile si esprime dunque in questa riforma della dialettica hegeliana, con l'introduzione della teoria dell'atto puro e l'esplicazione del rapporto tra «logica del pensiero pensante» e la «logica del pensiero pensato»: la prima è una logica concreta, filosofica e dialettica, la seconda una logica formale ed erronea.
Recuperando Fichte, il filosofo afferma che lo spirito è fondante in quanto unità di coscienza ed autocoscienza, pensiero in atto; l'atto del pensiero pensante, o «atto puro», è il principio e la forma della realtà diveniente. Questa dialettica dell'atto puro si attua nell'opposizione tra la soggettività rappresentata dall'arte (tesi) e l'oggettività rappresentata dalla religione (antitesi) cui fa da soluzione la filosofia (sintesi).
Particolare attenzione è dedicata al tema della soggettività dell'arte e al suo rapporto colla religione e la filosofia, ovvero l'intera vita dello spirito; se da un lato l'arte è il prodotto di un sentimento soggettivo, dall'altro essa è un atto sintetico che coglie tutti i momenti della vita dello spirito, acquistando dunque alcuni caratteri del discorso razionale.
Sviluppando fino in fondo l'hegelismo di Bertrando Spaventa, l'attualismo gentiliano, per il quale ogni realtà esiste solo nell'atto che la pensa, è stato interpretato come un idealismo soggettivo (una forma di soggettivismo), sebbene il suo autore tendesse a respingere tale definizione, non essendo quell'atto preceduto né dal soggetto né tantomeno dall'oggetto, bensì coincidente con l'Idea stessa, e a differenza di Fichte, immanente all'esperienza proprio perché creatore dell'esperienza.
Esso si pone così come sintesi e massimo punto di approdo delle tradizioni kantiana ed hegeliana, che avevano segnato peraltro la filosofia risorgimentale dell'Ottocento.

## Pensiero politico
Gentile fu il primo e più importante ideologo del fascismo, assieme a Mussolini stesso. La sua è una filosofia politica fortemente attivista e attualista (cioè vuole trasporre l'attualismo nel campo civile e sociale), che coniughi «prassi e pensiero», che sia insieme «azione a cui è immanente una dottrina». Essendo insoddisfatto di fronte alla realtà, in Gentile troviamo il primato del futuro, ma, allo stesso tempo, un recupero della concezione romantica della Ragione intesa come Spirito universale che tutto pervade, avversa al materialismo e alla ragione meramente strumentale. Per Gentile, per esempio, il «modo generale di concepire la vita» proprio del fascismo è di tipo «spiritualistico».
Il fascismo non è la sola qualificazione politica che dà della propria filosofia, Gentile infatti vuole essere anche liberale, nonostante sembri respingere quasi in toto il liberalismo ottocentesco ne La dottrina del fascismo. Difatti la sua concezione politica riprende la concezione hegeliana dello Stato etico, per cui libero non è l'individuo atomisticamente e materialisticamente inteso, ma soltanto lo Stato nel suo processo storico.
L'individuo può essere libero ed esplicare la sua moralità esclusivamente nelle forme istituzionali dello Stato, come chiarisce nella voce «Fascismo» dell'Enciclopedia italiana. L'individuo può maturare la sua libertà individuale solo all'interno dello Stato ("libertà nella legge"), cioè unicamente in un contesto istituzionale organizzato. Un esempio di questa concezione si può trovare nella Destra storica, la quale governò i primi anni dell'Unità d'Italia: impostò un governo autoritario (concezione ereditata poi dalla Sinistra storica di Francesco Crispi) che riuscì a moderare l'individualità dei singoli, quella che Gentile definisce come la spinta alla disgregazione; questo modello di governo forte è giusto per Gentile, in quanto lo Stato dev'essere Stato etico, definito mazzinianamente come "educatore". Se Gentile voglia uno stato totalitario vero e proprio è questione invece incerta; di certo nella sua fase prettamente fascista egli fa riferimento allo "Stato totale", l'organismo che accoglie tutto in sé.

Giovanni Gentile negli ultimi anni

Con il fascismo si può avere vero "liberalismo" in quanto riporta ai valori primigeni del Risorgimento: Gentile dimostra qui un forte approccio storicistico, secondo il quale il fascismo trarrebbe la sua legittimazione dalla storia, sarebbe appunto una fase storica, non un'ideologia politica.
Il Risorgimento non fu solo un'operazione politica, ma un "atto di fede": il campione di suddetto atto di fede fu Mazzini: anti-illuminista e romantico, anti-francese, spiritualista e nemico dei principi materialistici.
Lo Stato giolittiano rappresentò invece, secondo Gentile (concezione che lo divide radicalmente da Croce), un tradimento dei valori risorgimentali: per rompere questo status quo degenerativo del processo italiano fu necessario il ricorso all'illegalità e alla violenza del fascismo movimento: una violenza rivoluzionaria, perché portatrice di un nuovo assetto, ma anche statale, perché va a colmare le lacune che vigono nel sistema statale. Gentile insiste molto sulla novità del fascismo: è un modo nuovo di concepire la nazione, ha una consapevolezza mistica di ciò che sta compiendo.
Benito Mussolini viene perciò dipinto come un vero eroe idealistico. La missione del fascismo, secondo Gentile, è quella di creare l'Uomo nuovo: un uomo di fede, spirituale, anti-materialista, volto a grandi imprese. Questo nuovo tipo di uomo sarà antitetico al carattere che Giolitti tentò di imprimere alla nazione e che connotava l'Italia come scettica, mediocre e furbastra.
Egli, in quanto ideologo, sostiene che il fascismo si dovesse istituzionalizzare: ciò avverrà nei fatti attraverso l'istituzione del Gran Consiglio del Fascismo.
Il fascismo si deve inoltre far assorbire dall'italianità (e non il contrario): il fine è che nella società non vi siano più contraddizioni, nessuna differenza tra cultura italiana e cultura fascista.
Bisogna arrivare ad una comunità omogenea e compatta anche in ambito lavorativo: attraverso l'istituzione della corporazione, la quale deve sanare la frattura sindacati-datori di lavoro tramite la collaborazione di classe; anche qui egli riprende le teorie mazziniane, oltre che il distributismo.
Il corporativismo (di cui le estreme realizzazioni saranno la democrazia organica e la socializzazione dell'economia, progettate nella RSI) permetterà di giungere ad uno stato di fatto in cui i problemi economici si risolveranno all'interno della corporazione stessa, senza provocare fratture all'interno della società, ed evitando la lotta di classe, grazie alla terza via fascista.
Negli ultimi anni di vita Gentile sostenne, opponendosi all'ala estrema e intransigente del fascismo, l'idea una riconciliazione, la più ampia possibile, di tutti gli italiani, sia fascisti che antifascisti: pur riconoscendosi nella RSI, invitò pubblicamente il “popolo sano” ad ascoltare “la voce della Patria”, esortandolo alla pacificazione e ad evitare una “lotta fratricida", di cui comunque non vedrà la fine.
Il gentilismo fu, a ogni modo, una delle principali correnti culturali del regime fascista, assieme al fascismo di sinistra "rivoluzionario" e intransigente (Malaparte, Maccari, Bottai, Marinetti, Farinacci), al fascismo clericale, alla mistica fascista (Giani, Arnaldo Mussolini) e al neoghibellinismo paganeggiante (Julius Evola).

### Critica al marxismo
A differenza di Croce, che riteneva il pensiero di Marx solo "passione politica", causata da uno sdegno morale a causa delle ingiustizie sociali, per l'idealista Gentile il marxismo è una vera filosofia della storia derivata da Hegel. Questa però è costruita erroneamente sostituendo la Materia - la struttura economica - allo Spirito. Per Hegel lo Spirito è l'essenza di tutta la realtà che comprende la materia come momento del suo sviluppo. Avendo scambiato il relativo con l'assoluto, Marx finisce con l'attribuire a un mero momento la funzione dell'Assoluto - che per Hegel si sviluppa dialetticamente (come in Marx), ma si determina a priori - rendendo così determinato a priori l'empirico, la struttura economica.
Nonostante quella marxiana sia pertanto un'errata filosofia della storia "rovesciata" rispetto all'hegeliana, essa però possiede ugualmente un pregio: è una "filosofia della prassi". Nelle Tesi su Feuerbach (che Gentile tradusse per primo in italiano) Marx critica infatti il materialismo volgare: questo concepisce astrattamente l'oggetto come dato e il soggetto come mero ricettore dell'essenza-oggetto, non cogliendone il rapporto dialettico. Marx con il concetto di prassi credeva di superare sia questo materialismo volgare, sia l'idealismo. Quest'ultimo infatti considerava il pensiero in maniera astratta. La prassi, concepita da Marx come "attività sensibile umana", è però criticata da Gentile, perché in Marx il pensiero è in definitiva una forma derivata dell'attività sensibile: cosa inaccettabile per il filosofo siciliano. Gentile, fondatore dell'attualismo, infatti sostiene (influenzato in questo senso dal primo Fichte), invece, come sia l'atto del pensiero a porre l'oggetto, e quindi, in ultima istanza, a crearlo.

## Teorie pedagogiche

Primo piano di Giovanni Gentile

Gentile riflette a lungo sulla funzione pedagogica e unisce la pedagogia con la filosofia, avviando una rifondazione in senso idealistico della prima, negandone i nessi con la psicologia e con l'etica.
L'educazione dev'essere intesa come un attuarsi, uno svolgersi dello spirito stesso che realizza così la propria autonomia. L'insegnamento è spirito in atto, di cui non si possono fissare le fasi o prescrivere il metodo: «il metodo è il maestro», il quale non deve attenersi ad alcuna didattica programmata ma affrontare questo compito sulla scorta delle proprie risorse interiori. Programmare la didattica sarebbe come cristallizzare il fuoco creatore e diveniente dello spirito che è alla base dell'educazione. Al maestro è richiesta una vasta cultura e null'altro, il metodo verrà da sé, perché il metodo risiede nella Cultura stessa che si forma continuamente da sé nel suo processo infinito di creazione e ri-creazione.
Il dualismo scolaro-maestro deve risolversi in unità attraverso la comune partecipazione alla vita dello spirito che tramite la cultura muove l'educatore verso l'educando e lo riassorbe nell'universalità dell'atto spirituale. «Il maestro è il sacerdote, l'interprete, il ministro dell'essere divino, dello spirito».
Il maestro incarna lo spirito stesso, l'allievo deve allora entrare in sintonia nell'ascolto col maestro, proprio per partecipare anche lui dell'attuarsi dello spirito, per farsi libero ed autonomo, e in questa relazione arriva ad auto-educarsi, facendo del tutto propri i grandi contenuti presentati.
Questi concetti ispirano la riforma scolastica del 1923, attuata da Gentile in veste di ministro della pubblica istruzione, anche se solo una parte furono applicati secondo i suoi desideri. Altri principi della filosofia di Gentile presenti nella riforma scolastica sono in particolare la concezione della scuola come membro fondamentale dello Stato (viene infatti istituito un esame di Stato che sancisce la fine di ogni ciclo scolastico, anche se gli studi sono effettuati in un istituto privato) e il predominio delle discipline del gruppo umanistico-filologico.

### La riforma della scuola

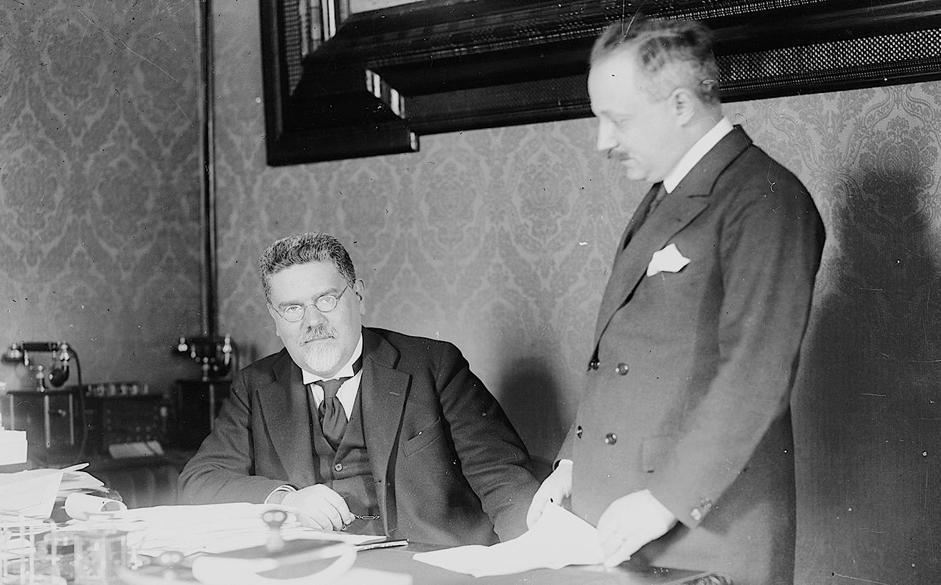
Giovanni Gentile con Leonardo Severi al Ministero della pubblica istruzione

Gentile fu ministro della pubblica istruzione e nel 1923 mise in atto la sua riforma scolastica, elaborata assieme a Giuseppe Lombardo Radice e definita da Mussolini "la più fascista delle riforme", in sostituzione della vecchia legge Casati.
Essa era fortemente meritocratica e censitaria; dal punto di vista strutturale Gentile individua l'organizzazione della scuola secondo un ordinamento gerarchico e centralistico. Una scuola di tipo piramidale, cioè pensata e dedicata «ai migliori» e rigidamente suddivisa a livello secondario in un ramo classico-umanistico per i dirigenti e in un ramo professionale per il popolo. I gradi più elevati erano riservati agli alunni più meritevoli, o comunque a quelli appartenenti ai ceti più abbienti.
La riforma si ispira, fra l'altro, al principio pedagogico gentiliano secondo cui non esiste un metodo nell'insegnamento; ogni argomento è metodo a sé stesso, cioè non è una nozione astratta da memorizzare ma atto di ricerca attiva e creativa. L'insegnante può adoperare delle indicazioni di metodo per preparare le fasi che precedono l'insegnamento. Le scienze naturali e la matematica furono messe in secondo piano, poiché secondo Gentile erano materie prive di valore universale, che avevano la loro importanza solo a livello professionale. Questa svalutazione, tuttavia, non avvenne nelle Università, in quanto luoghi delle formazioni specialistiche; difatti Giovanni Gentile, a differenza di Croce che sosteneva l'assoluta preponderanza sociale delle materie classiche sulla scienza, pur criticando gli eccessi del positivismo e considerando anch'egli le materie letterarie come superiori, intrattenne anche rapporti, improntati al dialogo, con matematici e fisici italiani (come Ettore Majorana, collaboratore di Enrico Fermi nel gruppo dei "ragazzi di via Panisperna", che divenne anche amico del figlio Giovanni jr., coetaneo del Majorana) e cercò di instaurare un confronto costruttivo con la cultura scientifica.
L'obbligo scolastico fu innalzato a 14 anni e fu istituita la scuola elementare da sei ai dieci anni. L'allievo che terminava la scuola elementare aveva la possibilità di scegliere tra i licei classico e scientifico oppure gli istituti tecnici. Solo i due licei permettevano l'accesso all'università (il secondo solo alle facoltà scientifiche), in questo modo però veniva mantenuta una profonda divisione tra classi sociali (questo vincolo fu rimosso completamente solo nel 1969).
Per diminuire l'iscrizione al sovraffollato Istituto magistrale, e per mantenere la separazione tra i sessi nei licei dove prevaleva una maggioranza maschile, fece creare un apposito liceo femminile, favorendo l'accesso delle donne all'insegnamento, ritenuto particolarmente adatto a loro, ma escludendole dall'insegnamento delle materie di Storia, Filosofia ed Economia politica nei licei, nonché Materie letterarie, Diritto ed Economia politica nelle scuole e negli istituti tecnici. Alle donne fu tra l'altro preclusa la carica di preside, riservata ai soli uomini. Tutto ciò andava incontro alla visione patriarcale di Mussolini che intendeva spingere le donne a dedicarsi alla famiglia e ad avere più figli, distogliendole dal lavoro e dallo studio. Anche Gentile nel complesso mostrò posizioni maschiliste ("il femminismo è morto" dirà nel 1934), sostenendo che i licei dovessero formare i "futuri capi" guerrieri, mentre le donne avevano una capacità di "comprensione dello Spirito imperfetta" e perciò dovevano dedicarsi ad attività non politiche e non scientifiche, "terreno di battaglia dell'uomo", studiando in una «scuola adatta ai bisogni intellettuali e morali delle signorine», in cui erano privilegiate la danza, la musica e il canto. Tuttavia non venne vietata alle donne la frequentazione dell'università.
Il varo della riforma fu contrastato da agitazioni studentesche in vari atenei italiani, che furono represse con violenza dagli squadristi e dalle forze dell'ordine. Anche il ministro Gentile contribuì a reprimere tali moti studenteschi; del dicembre 1923 è il seguente suo telegramma al prefetto di Genova:
Il liceo femminile sarà soppresso già nel 1928, per lo scarso successo ottenuto. Per Victoria de Grazia la riforma della scuola femminile esprimeva la contraddittoria visione della donna nel regime: «come riproduttrici della razza le donne dovevano incarnare i ruoli tradizionali, essere stoiche, silenziose, e sempre disponibili; come cittadine e patriote, dovevano essere moderne, cioè combattive, presenti sulla scena pubblica e pronte alla chiamata».
Fra gli scopi dichiarati della riforma vi era anche la riduzione della popolazione scolastica delle scuole medie e superiori:
(Giovanni Gentile)
La riforma Gentile fu sostituita dalla riforma Bottai del 1940, che però non entrerà mai completamente a pieno regime a causa della guerra, e sarà definitivamente archiviata dal 1962. Gran parte della suddivisione ideata da Gentile con la riforma del 1924, tuttavia, come la scuola elementare, media e superiore comprendente i licei, è rimasta formalmente in vigore fino a oggi nonostante vari tentativi di modificarla, mentre venne eliminata la cosiddetta "scuola di avviamento". Verrà però permesso, dopo il 1968, l'accesso universitario da tutte le scuole superiori.

#### L'insegnamento della religione cattolica
La religione è insegnata obbligatoriamente a livello primario, introdotta anche per le altre scuole con il Concordato, ma con parere contrario di Gentile. Nella riforma è prevista però la richiesta di esonero, per chi professi altre fedi.. Gentile riteneva che tutti i cittadini dovessero possedere una concezione religiosa e che la religione da insegnare fosse la religione cattolica in quanto religione dominante in Italia. Nel triennio dell'istruzione classica veniva poi introdotta, in sostituzione, la filosofia, adatta alle classi dominanti e alla futura classe dirigente, ma non alle masse popolari.

## Gentile e la cultura successiva

Emissione filatelica dedicata dalla Repubblica Italiana a Gentile nel cinquantesimo anniversario della morte (1994)

Con l'uccisione di Gentile — il 15 aprile 1944 — e la fine del regime fascista che egli sino all'ultimo appoggiò, iniziò nei suoi confronti non tanto una forma di ostracismo, quanto di rimozione, attenuatasi però negli ultimi decenni grazie all'opera di studiosi spesso in polemica tra loro. 
I suoi seguaci, che nei manuali di filosofia vengono generalmente conteggiati in gran numero, sono stati talora suddivisi in una sinistra e in una destra gentiliana, in analogia agli sviluppi dell'hegelismo. Il valore e la diffusione della sua eredità culturale, anche presso i suoi critici ed oppositori più accesi, costituisce un enigma storiografico tuttora aperto.
Secondo il filosofo cattolico Augusto Del Noce, uno dei suoi principali rivalutatori, Gentile è un pensatore della secolarizzazione e della risoluzione della trascendenza in prassi — in ciò accomunato a Marx —, determinante addirittura per lo stesso comunismo italiano attraverso la ripresa che ne fece Antonio Gramsci. Da sottolineare che già sulla rivista L'Ordine Nuovo, Piero Gobetti nel 1921 scrive che Gentile «ha veramente formato la nostra cultura filosofica».
Tanto Gobetti quanto Gramsci presero le loro distanze da Gentile dopo l'adesione di quest'ultimo al fascismo. Poco dopo l'entrata di Gentile nel primo governo Mussolini, Gobetti scrisse:
Gramsci nei Quaderni del carcere accusò più volte di equivocità, astrattismo e sofisticheria il pensiero di Gentile e dei suoi seguaci, considerandolo una involuzione rispetto alla filosofia di Croce:
Secondo Gennaro Sasso, a dover essere rivalutata non è affatto la disastrosa prassi politica di Gentile, la cui «passionale» adesione al fascismo «fu filosofica, forse, a parole […] ma nelle cose no». Ciò che merita ancora di essere studiato, sostiene Sasso, è invece «la filosofia dell'atto in atto», e tra essa «e il fascismo non c'è, né ci può essere, alcun nesso». Secondo Martin Beckstein, invece, proprio la filosofia di Gentile rappresenta la «fascistizzazione dell'attualismo» e pertanto una «deformazione dell'idealismo». Al di là della sua appartenenza politica, lo storico Leo Valiani attribuisce comunque a Gentile un notevole spessore filosofico: 
(Leo Valiani, articolo sul Corriere della Sera del 12 settembre 1975)
In termini molto critici nei confronti soprattutto della filosofia politica di Gentile si espresse Norberto Bobbio, il quale riconobbe di aver avuto un «periodo d'infatuazione gentiliana» negli anni 1927-1931, ma affermò di essersi poi progressivamente distaccato dal pensiero e dall'influenza di Gentile, distacco culminato all'epoca dell'adesione di Gentile alla repubblica di Salò nel 1943. Riferendosi al fascismo di Gentile, Bobbio aggiunse:
Nello stesso scritto Bobbio afferma che la sua è una critica alla filosofia gentiliana e non a Gentile come persona. «Una condanna morale, o peggio moralistica, dell'uomo Gentile non è mai stata nei miei intendimenti. Sotto quest'aspetto, d'altronde, Gentile è sempre stato rispettato anche dai suoi avversari o da coloro che poi lo sarebbero diventati». Citando un proprio scritto precedente, del 1969, Bobbio scrive che nonostante «la sua adesione al fascismo, la sua interpretazione distorta del liberalismo che lo portò a vedere la piena attuazione dell'idea liberale in uno stato di polizia, Gentile rimase nell'animo e nel costume un liberale all'antica e cercò spesso con la sua opera personale di rimediare, specie nel campo della vita intellettuale, alle malefatte del regime».
Per approfondire gli studi sull'opera del filosofo sono nati negli anni '80 l'Istituto di studi gentiliani di Roma, presieduto da Antonio Fede e la "Fondazione Giovanni Gentile", la cui sede, dal 1982, è presso la Facoltà di Filosofia dell'Università di Roma "La Sapienza", e presieduta da Gennaro Sasso.
La filosofia gentiliana è stimata dal filosofo laico Emanuele Severino, che ravvisandovi una condivisione del sostrato filosofico tecno-scientifico del nostro tempo la considera «uno dei tratti più decisivi della cultura mondiale», mentre per Nicola Abbagnano, «Gentile era certamente un romantico, forse l'ultima più vigorosa figura del Romanticismo europeo».
Nel 1994 gli venne dedicato un francobollo delle Poste italiane, unico tra le personalità di primo piano del regime fascista ad avere questa celebrazione da parte della Repubblica Italiana.
In un testo pubblicato postumo nel 2010 la giornalista e scrittrice fiorentina Oriana Fallaci criticò aspramente l'uccisione di Gentile.

## Opere

### Di carattere filosofico o generale
- L'atto del pensare come atto puro (1912)
- La riforma della dialettica hegeliana, Firenze, Sansoni, (1913)
- La filosofia della guerra (1914)
- Teoria generale dello spirito come atto puro, Firenze, Sansoni, (1916)
- I fondamenti della filosofia del diritto (1916)
- Sistema di logica come teoria del conoscere (1917-1922)
- Guerra e fede (1919, raccolta di articoli scritti durante la guerra)
- Dopo la vittoria (1920, raccolta di articoli scritti durante la guerra)
- Discorsi di religione (1920)
- Il modernismo e i rapporti tra religione e filosofia (1921)
- Frammenti di storia della filosofia (1926)
- La filosofia dell'arte (1931)
- Introduzione alla filosofia (1933)
- Genesi e struttura della società (postumo 1946)
- L'attualismo a cura di V. Cicero e con introduzione di E. Severino, Bompiani, Milano, 2014[130]

### Di carattere storiografico
- Delle commedie di Antonfrancesco Grazzini detto il Lasca (1895)
- Rosmini e Gioberti (1898, tesi di laurea)
- La filosofia di Marx (1899)
- Dal Genovesi al Galluppi (1903)
- Bernardino Telesio (1911)
- Studi vichiani (1914)
- Le origini della filosofia contemporanea in Italia (1917-1923)
- Il tramonto della cultura siciliana (1918)
- Giordano Bruno e il pensiero del Rinascimento (1920)
- Frammenti di estetica e letteratura (1921)
- La cultura piemontese (1922)
- Gino Capponi e la cultura toscana del secolo XIX (1922)
- Studi sul Rinascimento (1923)
- I profeti del Risorgimento italiano: Mazzini e Gioberti (1923)
- Bertrando Spaventa (1924)
- Vincenzo Cuoco: studi e appunti - Venezia, La Nuova Italia, 1927.
- Manzoni e Leopardi (1928)
- Economia ed etica (1934)

### Di carattere pedagogico
- L'insegnamento della filosofia nei licei (1900)
- Scuola e filosofia, Palermo, Sandron ed. (1908)
- Sommario di pedagogia come scienza filosofica, Bari, Laterza, 2 volumi (1912; il primo volume di quest'opera uscì nel 1912 con la data dell'anno successivo; il secondo volume, consacrato alla Didattica, venne messo al commercio nel 1914).
- I problemi della scolastica e il pensiero italiano (1913)
- Il problema scolastico del dopoguerra (1919)
- La riforma dell'educazione, Bari, Laterza, (1920)
- Educazione e scuola laica (1921)
- La nuova scuola media (1925)
- La riforma della scuola in Italia (1932)

### Sul fascismo
- Il Fascismo al governo della scuola / Discorsi e interviste ordinati da Ferruccio E. Boffi / (Novembre '22 - Aprile '24), Palermo, Remo Sandron Editore, 1924
- Manifesto degli intellettuali del fascismo, in "Il Popolo d'Italia", 21 aprile 1925
- Che cos'è il Fascismo / Discorsi e polemiche, Firenze, Vallecchi Editore, 1925
- Fascismo e cultura, Milano, F.lli Treves Editori, 1928
- La legge sul Gran Consiglio, in Educazione fascista n. 2 e in Educazione nazionale n. 6, 1928
- Origini e dottrina del Fascismo, Roma, Libreria del Littorio, 1929
- L'unità di Mussolini, in "Corriere della Sera", 15 maggio 1934
- Discorso agli Italiani, 1943, in Politica e cultura, vol. II, a cura di H. A. Cavallera, Firenze, Le Lettere, 1991
- Dal discorso agli italiani alla morte: 24 giugno 1943-15 aprile 1944, (a cura di Benedetto Gentile) Firenze, Sansoni, 1951
- La filosofia del Fascismo, in Italia d'oggi, Roma, Edizioni "Il libro italiano nel mondo", 1941
- Ricostruire, in “Corriere della Sera”, 28 dicembre 1943

### Monografie principali
- Gustavo Bontadini, Gentile e la metafisica, a cura di P. Bettineschi, Brescia, Morcelliana, 2025.
- Armando Carlini, Studi gentiliani, Vol. VIII di Giovanni Gentile, la vita e il pensiero a cura della Fondazione Giovanni Gentile per gli Studi filosofici, Firenze, Sansoni, 1957.
- Aldo Lo Schiavo, Introduzione a Gentile, Roma-Bari, Laterza, 1974.
- Sergio Romano, Giovanni Gentile. La filosofia al potere, Milano, Bompiani, 1984.
- Luciano Canfora, La sentenza. Concetto Marchesi e Giovanni Gentile, Palermo, Sellerio, 1985.
- Augusto del Noce, Giovanni Gentile. Per una interpretazione transpolitica della storia contemporanea, Bologna, Il Mulino, 1990.
- Hervé A. Cavallera, Immagine e costruzione del reale nel pensiero di Giovanni Gentile, Roma, Fondazione Ugo Spirito, 1994.
- Gennaro Sasso, Filosofia e idealismo. II - Giovanni Gentile, Napoli, Bibliopolis, 1995.
- Hervé A. Cavallera, Riflessione e azione formativa: l'attualismo di Giovanni Gentile, Roma, Fondazione Ugo Spirito, 1996.
- Giorgio Brianese, Invito al pensiero di Gentile, Milano, Mursia, 1996.
- Gennaro Sasso, Le due Italie di Giovanni Gentile, Bologna, il Mulino, 1998.
- Gennaro Sasso, La potenza e l'atto. Due saggi su Giovanni Gentile, Firenze, La Nuova Italia, 1998.
- Hervé a. Cavallera, Giovanni Gentile. L’essere e il divenire, SEAM, Roma 2000.
- Paolo Mieli, Una rilettura liberale di Giovanni Gentile, da "Le storie, la storia", Milano, Rizzoli, 2004.
- Daniela Coli, Giovanni Gentile, il Mulino, 2004.
- Sergio Romano, Giovanni Gentile, un filosofo al potere negli anni del regime, Milano, Rizzoli, 2004.
- Francesco Perfetti, Assassinio di un filosofo. Anatomia di un omicidio politico, Firenze, Le Lettere, 2004.
- Gabriele Turi, Giovanni Gentile. Una biografia, Torino, UTET, 2006.
- Hervé A. Cavallera, Ethos, Eros e Thanatos in Giovanni Gentile, Pensa Multimedia, Lecce 2007.
- Hervé A. Cavallera, L’immagine del fascismo in Giovanni Gentile, Pensa MultiMedia, Lecce 2008.
- Marcello Mustè, La filosofia dell'idealismo italiano, Roma, Carocci, 2008.
- Alessandra Tarquini, Il Gentile dei fascisti. Gentiliani e antigentiliani nel regime fascista, Bologna, il Mulino, 2009.
- Davide Spanio, Gentile, Roma, Carocci, 2011.
- Paolo Bettineschi, Critica della prassi assoluta. Analisi dell'idealismo gentiliano, Napoli, Orthotes, 2011.
- Paolo Simoncelli, "Non credo neanch'io alla razza". Gentile e i colleghi ebrei, Firenze, Le Lettere, 2013.
- Luciano Mecacci, La Ghirlanda fiorentina e la morte di Giovanni Gentile, Milano, Adelphi, 2014.
- A. James Gregor, Giovanni Gentile: Il filosofo del fascismo, Pensa, Lecce, 2014.
- Guido Pescosolido, Ancora sulla morte di Giovanni Gentile. A proposito di un recente volume, in Nuova Rivista Storica, 2015, n. 1, pp. 317–348 (sul libro di L. Mecacci, 2014).
- Carmelo Vigna, Studi gentiliani, 2 volumi, Orthotes, Napoli-Salerno 2018.
- Valentina Gaspardo, Giovanni Gentile e la sfida liberale, AM Edizioni, Vigonza (PD) 2018.
- Mimmo Franzinelli, Il filosofo in camicia nera. Giovanni Gentile e gli intellettuali di Mussolini, Milano, Mondadori, 2021, ISBN 978-88-04-73826-8.
- Rosella Faraone, Giovanni Gentile e la "questione ebraica", Soveria Mannelli, Rubbettino, 2003, ISBN 9788849804461.

### Altri studi
- (FR)  Charles Alunni, Giovanni Gentile ou l'interminable traduction d'une politique de la pensée, Paris, Lignes, nº 4, [dir.] Michel Surya, Les Extrême-droites en France et en Europe, pp. 181–194, 1987.
- (FR)  Charles Alunni, Ansichten auf Italien oder der umstrittene Historismus, in Streuung und Bindung über Orte und Sprachen der Philosophie, Wolfenbüttel, Herzog August Bibliothek, 1987.
- (FR)  Charles Alunni, Heidegger, la piste italienne, Paris, in Libération, (en collaboration avec Catherine Paoletti pour l'interview de Ernesto Grassi), 3 mars 1988.
- (FR)  Charles Alunni, Giovanni Gentile - Martin Heidegger. Note sur un point de (non) ‘traduction’, Paris, Cahier nº 6 du Collège International de Philosophie, Éd. Osiris, pp. 7–12, 1988.
- (FR)  Charles Alunni, Archéobibliographie. Eugenio Garin, Paris, Préfaces, nº 18, pp. 96–11, 1990.
- (FR)  Charles Alunni, Giovanni Gentile, Ernesto Grassi & Bertrando Spaventa, Paris, Dictionnaire des Auteurs Laffont-Bompiani, Robert Laffont, p. 1193, pp. 1300–1301 & p. 3034, 1993.
- (FR)  Charles Alunni, Attualità, attuosità (le vocabulaire italien de l'actualité-réalité) Paris, Vocabulaire européen des philosophies. Dictionnaire des intraduisibles, [dir. Barbara Cassin], Le Seuil-Robert, pp. 145–151, 2004.
- Giorgio Boatti, Preferirei di no. Le storie dei dodici professori che si opposero a Mussolini, Torino, Einaudi, 2010  [2001], ISBN 978-88-06-20161-6.
- Norberto Bobbio, Dal fascismo alla democrazia. I regimi, le ideologie, le figure e le culture politiche, a cura di Michelangelo Bovero, Milano, Baldini & Castoldi, 2008  [1997], ISBN 978-886073214-9.
- Antonio Cammarana, Proposizioni sulla filosofia di Giovanni Gentile, prefazione del Sen. Armando Plebe, Roma, Gruppo parlamentare MSI-DN, Senato della Repubblica, 1975, 157 pagine, Biblioteca Nazionale Centrale di Firenze BN 758951.
- Antonio Cammarana, Teorica della reazione dialettica: filosofia del postcomunismo, Roma, Gruppo parlamentare MSI-DN, Senato della Repubblica, 1976, 109 Pagine, Biblioteca Nazionale Centrale di Firenze BN 775492.
- Jürgen Charnitzky, Fascismo e scuola. La politica scolastica del regime (1922-1943), traduzione italiana di Laura Sergo Bürge. Revisione di Ina Pizzuto, Scandicci, La Nuova Italia, 1996, ISBN 88-221-0224-X.
- Nicola D'Amico, Un libro per Eva. Il difficile cammino dell'istruzione della donna in Italia: la storia, le protagoniste, Milano, Franco Angeli, 2016, ISBN 978-88-917-4321-3.
- Renzo De Felice, Mussolini il duce. I. Gli anni del consenso 1929-1936, Torino, Einaudi, 1974.
- Vito de Luca, Un consigliere comunale di nome Giovanni Gentile. Attività amministrativa a Roma e linguaggio politico (1920-1922), in "Nuova Storia Contemporanea", a. XVIII, n. 6, dicembre 2014, pagg. 95-120.
- Vito de Luca, "Giovanni Gentile. Al di là di destra e sinistra. Il linguaggio politico del filosofo, dell'assessore e del ministro (1920-1924)", Chieti, Solfanelli, 2017.
- Antonio Fede, Giovanni Gentile tra attualità e attualismo, Pagine, 2007.
- Antonio Gramsci, Quaderni del carcere. Edizione critica dell'Istituto Gramsci, a cura di Valentino Gerratana, Torino, Einaudi, 1975.
- Alessandro Ialenti, La Logica come Teoria del conoscere in Gentile. Un'opera anticipatrice di istanze postmoderne?, Dialegesthai. Rivista telematica di filosofia, anno 10 (2008), ISSN 1128-5478.
- Mario Alighiero Manacorda, Storia dell'educazione, Roma, Newton & Compton, 1997, ISBN 88-8183-751-X.
- Vittore Marchi, La filosofia morale e giuridica di Giovanni Gentile, Stabilimento Tipografico F.lli Marchi, Camerino 1923.
- Myra E. Moss, Il filosofo fascista di Mussolini. Giovanni Gentile rivisitato, Armando Editore, 2007.
- Antonio Giovanni Pesce, La fenomenologia della coscienza in Giovanni Gentile, in Quaderni Leif, 6, gennaio-giugno 2011, pp. 39–54.
- Antonio Giovanni Pesce, L'interiorità intersoggettiva dell'attualismo. Il personalismo di Giovanni Gentile, Roma, Aracne, 2012.
- Antonio Giovanni Pesce, La filosofia della nuova Italia. Il progetto etico-politico del giovane Gentile, Viagrande, Algra, 2020.
- Vincenzo Pirro, Regnum hominis - l'umanesimo di Giovanni Gentile, Roma, Nuova Cultura, 2012.
- Vincenzo Pirro, Dopo Gentile dove va la scuola italiana, Firenze, Le Lettere 2014.
- Vincenzo Pirro, Filosofia e Politica in Giovanni Gentile, Roma, Aracne, 2017.
- Rossana Adele Rossi, La presenza e l'ombra. La pedagogia del giovane Gentile, Roma, Anicia, 2008.
- Giovanni Rota, Intellettuali, dittatura, razzismo di Stato, Milano, Franco Angeli, 2008.
- Primo Siena, Gentile. La critica alla democrazia, Volpe editore, 1966.
- Primo Siena, Giovanni Gentile. Un italiano nelle intemperie, Solfanelli, 2014.
- Giuseppe Tognon - Giovanni Gentile, in: Fulvio De Giorgi(ed.) - Storia della pedagogia. Morcelliana Editrice, Brescia, 2021.
- Michele Tringali, L'attualismo è sempre attuale. Saggio su Giovanni Gentile nel 130° della nascita, 2005.
- Vittorio Vettori, Giovanni Gentile, Roma, Editrice Italiana, 1967, (2 voll.).
- Marcello Veneziani (a cura di), Giovanni Gentile - Pensare l'Italia, Le Lettere, Firenze, 2013.
- Franco Pastore (a cura di) Giovanni Gentile: un filosofo scomodo, 2019.
- Glauco Saffi, Giovanni Gentile e la rivista "Leonardo" (1903-1907), Edda, Roma 2017.
- Corrado Claverini, La tradizione filosofica italiana. Quattro paradigmi interpretativi, Quodlibet, Firenze2021.
- Giovanni Rota, Gentile, gli ebrei e le leggi razziali, su treccani.it, 2016. URL consultato il 22 maggio 2022.